# Singapore Tennis Open 2021
Singapore Tennis Open 2021 byl tenisový turnaj mužů na profesionálním okruhu ATP Tour, hraný v halovém komplexu OCBC Arena na dvorcích s tvrdým povrchem DecoTurf. Probíhal mezi 22. až 28. únorem 2021 v Singapuru jako dodatečně zařazeného turnaje s jednoletou licencí kvůli pokračující pandemii koronaviru.
Řadil se do kategorie ATP Tour 250. Do dvouhry nastoupilo dvacet osm hráčů a ve čtyřhře startovalo šestnáct párů. Celkový rozpočet činil 361 800 dolarů. Nejvýše nasazeným hráčem ve dvouhře se stal třicátý šestý tenista světa Adrian Mannarino z Francie, jenž prohrál ve čtvrtfinále. Jako poslední přímý účastník do singlové soutěže nastoupil 190. hráč žebříčku, Ind Ramkumar Ramanathan.
Premiérový titul na okruhu ATP Tour vybojoval 21letý Australan Alexei Popyrin. Deblovou soutěž ovládla dvojice Belgičanů Sander Gillé a Joran Vliegen, jejíž členové získali pátou společnou i individuální trofej ATP.

## Rozdělení bodů
| Soutěž  | vítězové | finalisté | semifinalisté | čtvrtfinalisté | 16 v kole | 32 v kole | Q  | Q2 | Q1 |
| ------- | -------- | --------- | ------------- | -------------- | --------- | --------- | -- | -- | -- |
| dvouhra | 250      | 150       | 90            | 45             | 20        | 0         | 12 | 6  | 0  |
| čtyřhra | 250      | 150       | 90            | 45             | 0         | —         | —  | —  | —  |

### Finanční odměny
| Soutěž                              | vítězové | finalisté | semifinalisté | čtvrtfinalisté | 16 v kole | 32 v kole | Q2      | Q1      |
| ----------------------------------- | -------- | --------- | ------------- | -------------- | --------- | --------- | ------- | ------- |
| dvouhra                             | 24 770 $ | 18 310 $  | 13 730 $      | 9 385 $        | 6 410 $   | 4 575 $   | 2 345 $ | 1 295 $ |
| čtyřhra                             | 8 630 $  | 6 330 $   | 4 810 $       | 3 440 $        | 2 520 $   | —         | —       | —       |
| částka ve čtyřhře je uvedena na pár |          |           |               |                |           |           |         |         |

## Dvouhra mužů

### Nasazení
| Stát                          | Hráč             | ATP | Nasazení |
| ----------------------------- | ---------------- | --- | -------- |
| Argentina                     | Adrian Mannarino | 36. | 1.       |
| Austrálie                     | John Millman     | 39. | 2.       |
| Chorvatsko                    | Marin Čilić      | 43. | 3.       |
| Kazachstán                    | Alexandr Bublik  | 45. | 4.       |
| Japonsko                      | Jošihito Nišioka | 58. | 5.       |
| Moldavsko                     | Radu Albot       | 85. | 6.       |
| Jižní Afrika                  | Lloyd Harris     | 91. | 7.       |
| Jižní Korea                   | Kwon Sun-u       | 97. | 8.       |
| Žebříček ATP k 15. únoru 2021 |                  |     |          |

### Jiné formy účasti
Následující hráči obdrželi divokou kartu do hlavní soutěže:
- Adrian Andrejev
- Matthew Ebden
- Šintaró Močizuki

Následující hráč nastoupil do hlavní soutěže pod žebříčkovou ochranou:
- Juki Bhambri

Následující hráči postoupili z kvalifikace:
- Altuğ Çelikbilek
- Christopher Eubanks
- Thai-Son Kwiatkowski
- John-Patrick Smith

### Odhlášení
před zahájením turnaje
- Félix Auger-Aliassime → nahradil jej  Alexei Popyrin
- Ričardas Berankis → nahradil jej  Marc Polmans
- Jérémy Chardy → nahradil jej  Ernests Gulbis
- Daniel Evans → nahradil jej  Jasutaka Učijama
- Cameron Norrie → nahradil jej  Taró Daniel
- Vasek Pospisil → nahradil jej  James Duckworth
- Casper Ruud → nahradil jej  Jason Jung
- Emil Ruusuvuori → nahradil jej  Roberto Marcora
- Júiči Sugita → nahradil jej  Juki Bhambri
- Stefano Travaglia → nahradil jej  Maxime Cressy

## Mužská čtyřhra

### Nasazení
| Stát                                                                                   | Hráč           | Stát               | Hráč               | ATP  | Nasazení |
| -------------------------------------------------------------------------------------- | -------------- | ------------------ | ------------------ | ---- | -------- |
| Belgie                                                                                 | Sander Gillé   | Belgie             | Joran Vliegen      | 77.  | 1.       |
| Indie                                                                                  | Rohan Bopanna  | Japonsko           | Ben McLachlan      | 89.  | 2.       |
| Spojené království                                                                     | Luke Bambridge | Spojené království | Dominic Inglot     | 111. | 3.       |
| Austrálie                                                                              | Matthew Ebden  | Austrálie          | John-Patrick Smith | 151. | 4.       |
| Žebříček ATP k 15. únoru 2021; číslo je součtem žebříčkového postavení obou členů páru |                |                    |                    |      |          |

### Jiné formy účasti
Následující páry obdržely divokou kartu do hlavní soutěže:
- Shaheed Alam /  Roy Hobbs
- James Cerretani /  Adil Shamasdin

### Odhlášení
před zahájením turnaje
- Dan Evans /  Lloyd Glasspool → nahradili je  Purav Radža /  Ramkumar Ramanathan
- Radu Albot /  Ričardas Berankis → nahradili je  Robert Galloway /  Alex Lawson
- Harri Heliövaara /  Emil Ruusuvuori → nahradili je  Taró Daniel /  Jason Jung
- Lloyd Harris /  Stefano Travaglia → nahradili je  Evan King /  Hunter Reese
- Jérémy Chardy /  Fabrice Martin → nahradili je  Sriram Baladži /  Luca Margaroli
- Treat Conrad Huey /  Christopher Rungkat → nahradili je  Thai-Son Kwiatkowski /  Christopher Eubanks

v průběhu turnaje
- Kwon Sun-u /  Jasutaka Učijama

## Přehled finále

### Mužská dvouhra
- Alexei Popyrin vs.  Alexandr Bublik, 4–6, 6–0, 6–2

### Mužská čtyřhra
- Sander Gillé /  Joran Vliegen vs.  Matthew Ebden /  John-Patrick Smith, 6–2, 6–3